# William James Perry
William James Perry (* 1887; † 1949), gewöhnlich unter der Bezeichnung W. J. Perry bekannt, war ein führender britischer Kulturanthropologe am University College in London.
Die Megalithkultur hat sich ihm zufolge von Ägypten aus über den Rest der Welt ausgebreitet.
Er war ein überzeugter Heliozentrist und arbeitete mit Grafton Elliot Smith zusammen. Er war auch an religionsgeschichtlichen Themen interessiert.

## Werke
- The Megalithic Culture of Indonesia (1918)
- The Children of the Sun: a Study in the Early History of Civilization (1923)
- The Origin of Magic and Religion (1923)
- The Growth of Civilization (1924)
- Gods and Men: The Attainment of Immortality (1927)
- The Primordial Ocean: An Introductory Contribution to Social Psychology (1935)

| Personendaten    | Personendaten                 |
| ---------------- | ----------------------------- |
| NAME             | Perry, William James          |
| ALTERNATIVNAMEN  | Perry, W. J.                  |
| KURZBESCHREIBUNG | britischer Kulturanthropologe |
| GEBURTSDATUM     | 1887                          |
| STERBEDATUM      | 1949                          |